# ソンバトヘイ - ケーセグ線
ソンバトヘイ - ケーセグ線（ハンガリー語;Szombathely–Kőszeg-vasútvonal）は、ハンガリー国鉄の鉄道線の名称である。路線番号は18。

## 沿線概況
列車は国境線からおよそ4 km離れたケーセグ駅で出発して、南向きに走行する。ヴァシュ県の県都ソンバトヘイではショプロン - ソンバトヘイ線とセーケシュフェヘールヴァール - ソンバトヘイ線はこの路線と合流して、列車は終点のソンバトヘイ駅に至る。

## 歴史
ケーセグ - ソンバトヘイ間は1883年8月15日にオーストリア南部鉄道会社（k.k. Südbahn-Gesellschaft）により同区間名の隣接地方鉄道（Vizinalbahn）として開業された。1908年にケーセグ駅は現在のブルゲンラント鉄道の開通でショプロンと鉄道で連結された。
第一次世界大戦の終戦後、ケーセグ駅は1921年にブルゲンラント州成立により境界駅となった。この地方鉄道は国有化されて、ハンガリー国有鉄道（略: MÁV）により運営された。1960年にオーストリア方面の列車系統は完全に廃止された。2011年に普通列車系統はジェール・ショプロン・エーベンフルト鉄道（略: GYSEV）により引き受けられた。

## 運行形態
全て各駅停車。平日1時間に1本、休日2時間に1本の運行。

## 駅一覧
以下では、ハンガリー国鉄18号線の駅と営業キロ、停車列車、接続路線などを一覧表で示す。なお、全て各駅停車である。
| 路線名 | 駅名                   | 駅間営業キロ | 累計営業キロ | 接続路線                               | 所在地     | 所在地         |
| ------ | ---------------------- | ------------ | ------------ | -------------------------------------- | ---------- | -------------- |
| 18     | ソンバトヘイ駅         | -            | 0            | 15号線、16号線、17号線、20号線、21号線 | ヴァシュ県 | ソンバトヘイ郡 |
| 18     | カーモン駅             | 2            | 2            |                                        | ヴァシュ県 | ソンバトヘイ郡 |
| 18     | ゲンチャパーティ下駅   | 4            | 6            |                                        | ヴァシュ県 | ソンバトヘイ郡 |
| 18     | ゲンチャパーティ上駅   | 2            | 8            |                                        | ヴァシュ県 | ソンバトヘイ郡 |
| 18     | ジェンジェシュファル駅 | 2            | 10           |                                        | ヴァシュ県 | ケーセグ郡     |
| 18     | ルカーチハーザ下駅     | 1            | 11           |                                        | ヴァシュ県 | ケーセグ郡     |
| 18     | ルカーチハーザ駅       | 2            | 13           |                                        | ヴァシュ県 | ケーセグ郡     |
| 18     | ケーセグファルヴァ駅   | 2            | 15           |                                        | ヴァシュ県 | ケーセグ郡     |
| 18     | ケーセグ駅             | 3            | 18           |                                        | ヴァシュ県 | ケーセグ郡     |